# Paulo Jamelli
Paulo Jamelli est un footballeur brésilien né le 22 juillet 1974. Il était attaquant.

## Palmarès
- Vainqueur de la Coupe d'Espagne en 2001 avec le Real Saragosse